# الیکایی شکم‌سیاه
الیکایی شکم‌سیاه (نام علمی: Pheugopedius fasciatoventris) نام یک گونه از سرده الیکایی‌های زه‌پر است.